# 格魯本卡爾峰

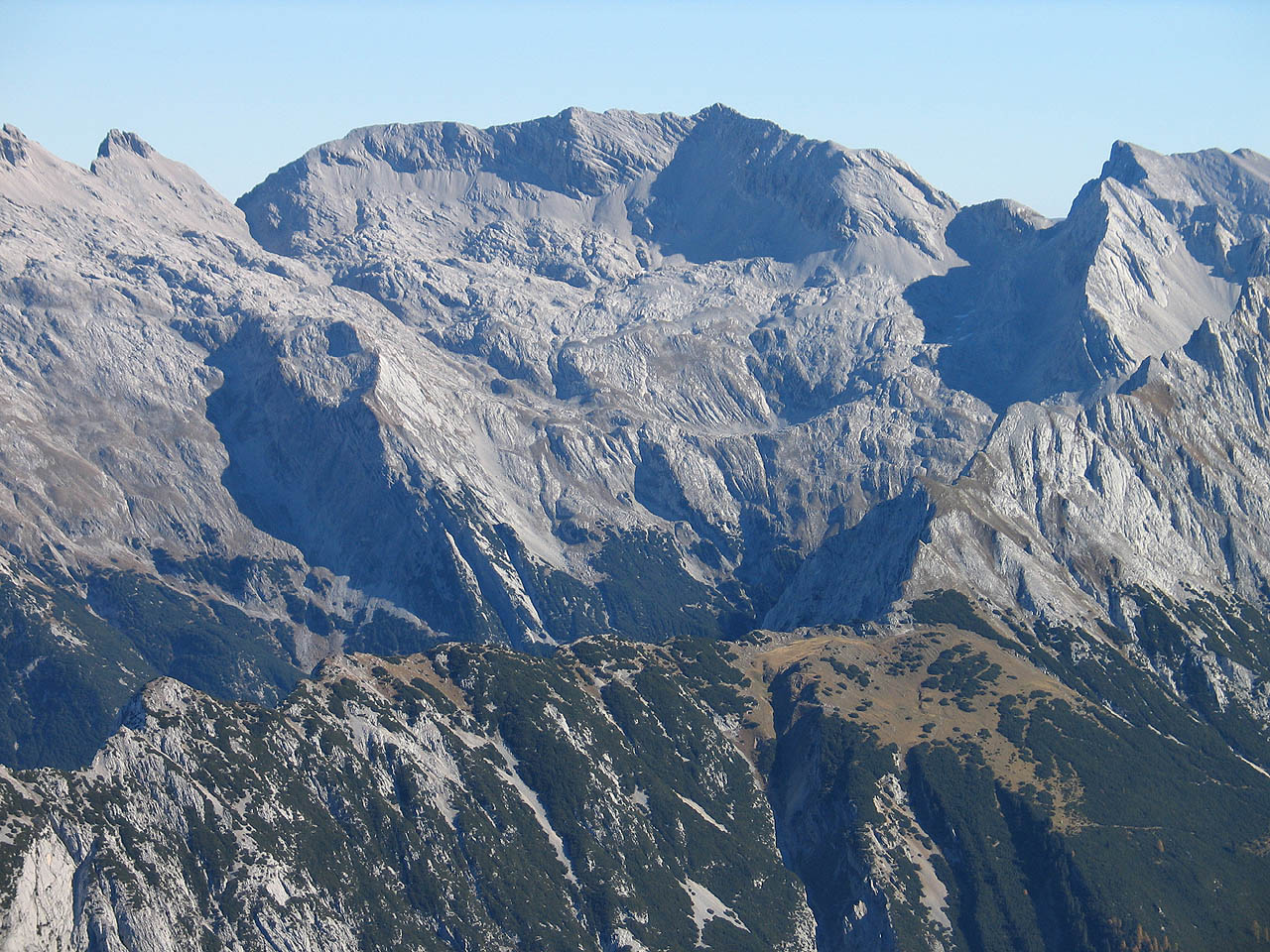

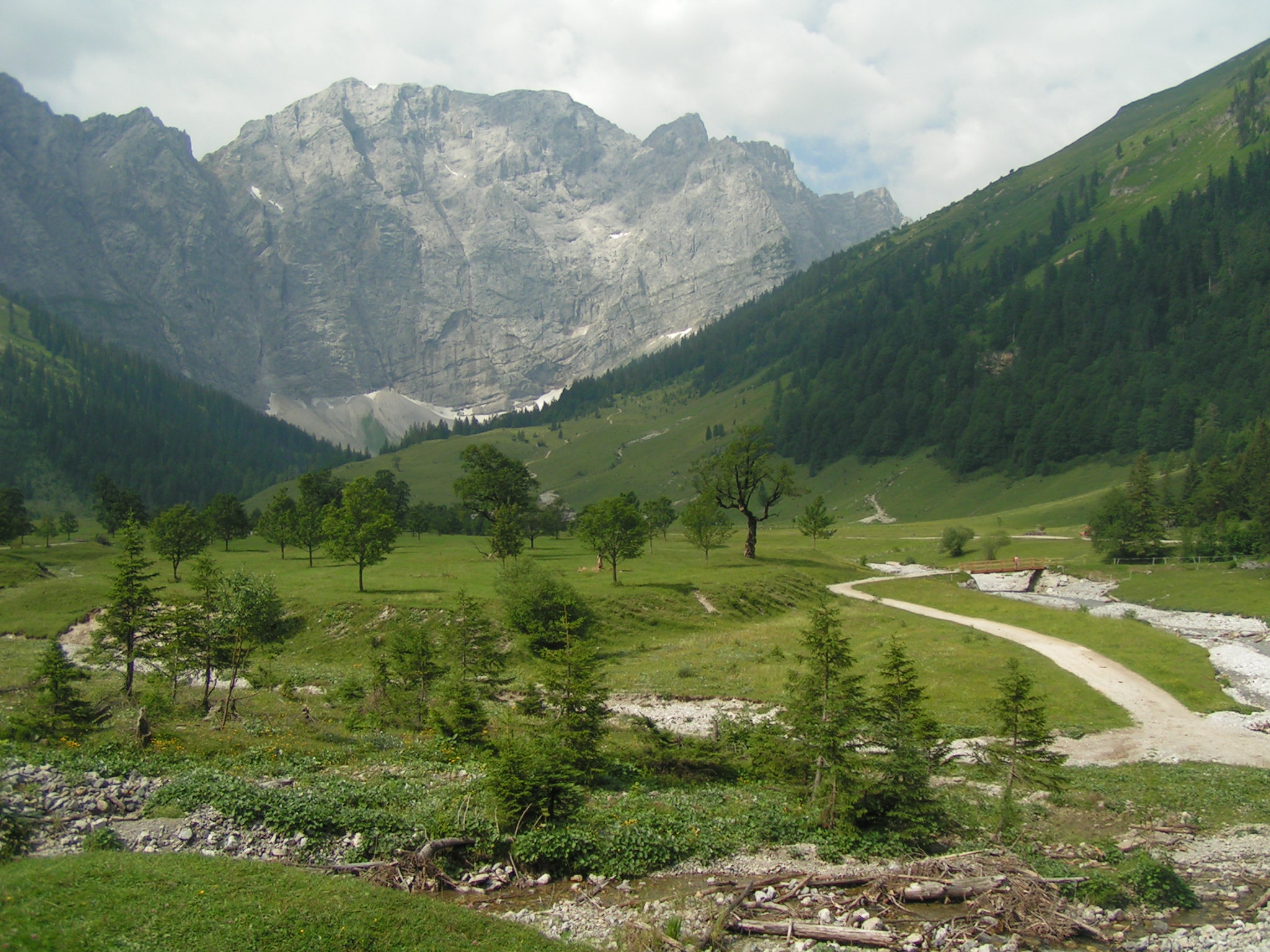

47°22′51″N 11°31′19″E / 47.38083°N 11.52194°E
格魯本卡爾峰（德語：Grubenkarspitze），是奧地利的山峰，位於該國西部，由蒂羅爾州負責管轄，屬於卡爾文德爾山脈的一部分，海拔高度2,663米，每年平均降雨量1,806毫米，人類在1870年8月16日首次登頂。